# Scarlet’s Walk
Scarlet’s Walk – album koncepcyjny amerykańskiej piosenkarki i kompozytorki, Tori Amos, pierwszy album wydany przez jej nową wytwórnię – Epic Records. Ukazał się 28 października 2002 w Wielkiej Brytanii, a dzień później w Stanach Zjednoczonych.
Nagrany w Kornwalii w domowym studiu artystki, album, określany jako „dźwiękowa powieść”, przedstawiał w osiemnastu utworach podróż Scarlet, alter ego Amos, przez Amerykę. W porównaniu z wcześniejszymi albumami brzmienie było łagodniejsze, a aranżacje skromniejsze, często ograniczone do fortepianu, perkusji, gitary i gitary basowej.
Oryginalna płyta była także „kluczem” do „Scarlet’s Web” – strony internetowej zawierającej wiele niedostępnych innymi sposobami materiałów, w tym galerię zdjęć, dziennik oraz pięć piosenek („Tombigbee”, „Operation Peter Pan”, „Seaside”, „Mountain”, „Indian Summer”). Limitowana edycja albumu, wydana w specjalnym opakowaniu, zawierała dodatkową płytę DVD, mapę podróży Scarlet, 12 stylizowanych na polaroidy pocztówek, zestaw nalepek i amulet. Album osiągnął 26. miejsce na brytyjskiej liście przebojów i 7. na amerykańskiej.
Podczas europejskiej części promującej album trasy koncertowej On Scarlet’s Walk Amos po raz drugi gościła w Polsce – 24 stycznia 2003 zagrała koncert w poznańskiej Arenie.

## Lista utworów
(wszystkie piosenki autorstwa Tori Amos)
1. „Amber Waves” – 3:38
2. „A Sorta Fairytale” – 5:30
3. „Wednesday” – 2:29
4. „Strange” – 3:05
5. „Carbon” – 4:33
6. „Crazy” – 4:23
7. „Wampum Prayer” – 0:44
8. „Don't Make Me Come To Vegas” – 4:51
9. „Sweet Sangria” – 4:01
10. „Your Cloud” – 4:30
11. „Pancake” – 3:54
12. „I Can't See New York” – 7:14
13. „Mrs. Jesus” – 3:05
14. „Taxi Ride” – 4:00
15. „Another Girl's Paradise” – 3:34
16. „Scarlet’s Walk” – 4:16
17. „Virginia” – 3:55
18. „Gold Dust” – 5:54

## Single
1. „A Sorta Fairytale” – październik 2002
2. „Taxi Ride” – styczeń 2003, singel radiowy
3. „Don't Make Me Come to Vegas” – maj 2003, winylowy singel z klubowymi remiksami
4. „Strange” – 2003, singel radiowy

## Wideografia
- „A Sorta Fairytale” – Sanji, 2002, obok Tori Amos główną rolę zagrał Adrien Brody

## Twórcy
- Tori Amos – śpiew, fortepian, fortepiany elektryczne (Wurlitzer, Fender Rhodes)
- Matt Chamberlain – perkusja
- Jon Evans – gitara basowa
- Robbie McIntosh – gitara akustyczna, gitara elektryczna, Gitara Dobro|Dobro
- Mac Aladdin – gitara akustyczna, gitara elektryczna
- David Torn – gitara akustyczna, gitara elektryczna
- John Philip Shenale – aranżacje instrumentów smyczkowych
- Scott Smalley – orkiestracja
- David Firman – dyrygent
- The Sinfonia of London – instrumenty smyczkowe